# Harzquerbahn
| Dampfzug unterwegs auf der Harzquerbahn (2007) |                                                                  |                                                            |                                             |
| Die blaue Markierung entspricht dem Streckenverlauf der Harzquerbahn |                                                                  |                                                            |                                             |
| Streckennummer (DB): | 9700                                                             |                                                            |                                             |
| Kursbuchstrecke (DB): | 326 Nordhausen–Drei Annen Hohne 325 Drei Annen Hohne–Wernigerode |                                                            |                                             |
| Kursbuchstrecke: | 182b (1934) 678 (1968)                                           |                                                            |                                             |
| Streckenlänge: | 60,5 km                                                          |                                                            |                                             |
| Spurweite: | 1000 mm (Meterspur)                                              |                                                            |                                             |
| Maximale Neigung: | 33 ‰                                                             |                                                            |                                             |
| Minimaler Radius: | 60 m                                                             |                                                            |                                             |
| Streckengeschwindigkeit: | 50 km/h                                                          |                                                            |                                             |
| |                                                                  |                                                            |                                             |
| \| \| \| Straßenbahnstrecke zur Innenstadt \| \| \| \| \| Nordhausen Bahnhofsplatz \| \| \| \| \| Straßenbahnstrecke von der Innenstadt \| \| \| \| 0,0 \| Nordhausen Nord Übergang zur DB AG \| 184 m \| \| \| \| Systemwechsel BOStrab / ESBO \| \| \| \| 0,2 \| vom Straßenbahnnetz (Linie 10, seit 2004) \| vom Straßenbahnnetz (Linie 10, seit 2004) \| \| \| \| Bruno-Kunze-Straße \| \| \| \| 1,0 \| Freiherr-vom-Stein-Straße \| Freiherr-vom-Stein-Straße \| \| \| 1,1 \| Nordhausen Übergabebahnhof \| Nordhausen Übergabebahnhof \| \| \| 1,5 \| Hesseröder Straße \| Hesseröder Straße \| \| \| 1,5 \| Nordhausen Hesseröder Straße \| Nordhausen Hesseröder Straße \| \| \| 2,2 \| Nordhausen Altentor \| 189 m \| \| \| 3,0 \| Nordhausen Ricarda-Huch-Straße \| Nordhausen Ricarda-Huch-Straße \| \| \| 3,8 \| Nordhausen Schurzfell \| Nordhausen Schurzfell \| \| \| 4,5 \| Nordhausen-Krimderode \| 198 m \| \| \| \| Zorge \| \| \| \| \| B 4 \| \| \| \| 6,0 \| Niedersachswerfen Herkulesmarkt \| Niedersachswerfen Herkulesmarkt \| \| \| \| von Harzungen Lager \| \| \| \| 7,0 \| Niedersachswerfen Ost \| 213 m \| \| \| 8,0 \| Niedersachswerfen Ilfelder Straße \| Niedersachswerfen Ilfelder Straße \| \| \| 9,9 \| Ilfeld Schreiberwiese \| Ilfeld Schreiberwiese \| \| \| 10,7 \| Ilfeld früher Ilfeld-Wiegersdorf \| 254 m \| \| \| 11,5 \| Ilfeld Neanderklinik (Bft; Endpunkt Linie 10) \| 267 m \| \| \| \| B 4 \| \| \| \| 11,7 \| Anschluss Papierfabrik \| Anschluss Papierfabrik \| \| \| 12,6 \| Ilfeld Bad \| 287 m \| \| \| \| Bere, Ilfelder Viadukt \| \| \| \| \| B 4 \| \| \| \| 14,0 \| Netzkater \| 309 m \| \| \| \| Brandesbach \| \| \| \| \| Kleiner Merkelsbach \| \| \| \| \| Großer Merkelsbach \| \| \| \| 17,3 \| Eisfelder Talmühle \| 352 m \| \| \| \| nach Stiege \| \| \| \| \| B 81 \| \| \| \| \| Bere \| \| \| \| 19,5 \| Tiefenbachmühle \| 411 m \| \| \| 21,5 \| Sophienhof \| 445 m \| \| \| \| Landesgrenze Thüringen / Sachsen-Anhalt \| \| \| \| 25,1 \| Zlst Kälberbruch (ehem. Holzverladung) \| Zlst Kälberbruch (ehem. Holzverladung) \| \| \| \| Dammbach \| \| \| \| \| Rappbode \| \| \| \| 28,6 \| Anschluss Kompressorenwerk \| Anschluss Kompressorenwerk \| \| \| 29,8 \| Benneckenstein \| 530 m \| \| \| 33,4 \| Sorge (seit 1974) \| 490 m \| \| \| 33,9 \| Warme Bode \| Warme Bode \| \| \| \| B 242 \| \| \| \| 34,2 \| Sorge (unterer Bf / NWE) bis 1974 \| 486 m \| \| \| \| nach Braunlage \| \| \| \| \| Südharz-Eisenbahn \| \| \| \| 37,4 \| Zlst Allerbach (ehem. Holzverladung) \| Zlst Allerbach (ehem. Holzverladung) \| \| \| \| Kleiner Allerbach \| \| \| \| 38,2 \| Scheitelpunkt \| 556 m \| \| \| \| Ochsenbach \| \| \| \| 40,5 \| B 27 \| B 27 \| \| \| 41,1 \| Kalte Bode \| Kalte Bode \| \| \| 41,6 \| Elend \| 509 m \| \| \| \| Wormke \| \| \| \| \| Dammastbach \| \| \| \| \| Steinbach \| \| \| \| \| von Schierke \| \| \| \| \| \| \| \| \| 46,4 \| Drei Annen Hohne ehem. Übergang zur Rübelandbahn \| 543 m \| \| \| \| \| \| \| \| \| Zillierbach \| \| \| \| \| Drängetalwasser \| \| \| \| 50,4 \| Drängetal \| Drängetal \| \| \| 50,5 \| Rückdrückgleis abgebaut \| Rückdrückgleis abgebaut \| \| \| 51,6 \| Thumkuhlenkopftunnel (58 m) \| Thumkuhlenkopftunnel (58 m) \| \| \| \| Braunes Wasser \| \| \| \| 52,7 \| Schotterwerk Thumkuhlental \| Schotterwerk Thumkuhlental \| \| \| 54,6 \| Steinerne Renne \| 311 m \| \| \| 54,9 \| Anschluss Marmorwerke \| Anschluss Marmorwerke \| \| \| \| Holtemme \| \| \| \| \| Holtemme \| \| \| \| \| Holtemme \| \| \| \| \| Holtemme \| \| \| \| 56,2 \| Wernigerode-Hasserode \| 280 m \| \| \| \| Braunes Wasser \| \| \| \| 55,7 \| Anschluss Steinrampe \| Anschluss Steinrampe \| \| \| 57,1 \| Hasserode II – Frankenfeldstraße (bis 1922) \| Hasserode II – Frankenfeldstraße (bis 1922) \| \| \| 57,5 \| Anschluss Papierfabrik \| Anschluss Papierfabrik \| \| \| \| \| \| \| \| 58,0 \| Wernigerode Hochschule Harz früher Wernigerode Kirchstraße \| 256 m \| \| \| \| \| \| \| \| 58,5 \| Anschluss Papierfabrik Marschhausen \| Anschluss Papierfabrik Marschhausen \| \| \| 59,0 \| Westerntor (bis 1936) \| Westerntor (bis 1936) \| \| \| 59,3 \| Westerntorkreuzung B 244 \| Westerntorkreuzung B 244 \| \| \| \| Zillierbach \| \| \| \| 59,5 \| Wernigerode Westerntor \| 238 m \| \| \| \| \| \| \| \| \| Wernigerode Übergabebahnhof \| \| \| \| 60,5 \| Wernigerode Übergang zur DB AG \| 234 m \| |                                                                  |                                                            |                                             |
| U-Bahn-Strecke von rechts |                                                                  | Straßenbahnstrecke zur Innenstadt                          | Straßenbahnstrecke zur Innenstadt           |
| U-Bahn-Bahnhof |                                                                  | Nordhausen Bahnhofsplatz                                   | Nordhausen Bahnhofsplatz                    |
| U-Bahn-Abzweig geradeaus und nach rechts |                                                                  | Straßenbahnstrecke von der Innenstadt                      | Straßenbahnstrecke von der Innenstadt       |
| U-Bahn-Strecke · Kopfbahnhof Streckenanfang | 0,0                                                              | Nordhausen Nord Übergang zur DB AG                         | 184 m                                       |
| U-Bahn-Grenze mit Eisenbahn · Strecke |                                                                  | Systemwechsel BOStrab / ESBO                               | Systemwechsel BOStrab / ESBO                |
| Verschwenkung nach links · Verschwenkung nach rechts | 0,2                                                              | vom Straßenbahnnetz (Linie 10, seit 2004)                  | vom Straßenbahnnetz (Linie 10, seit 2004)   |
| Strecke mit Straßenbrücke |                                                                  | Bruno-Kunze-Straße                                         | Bruno-Kunze-Straße                          |
| Brücke | 1,0                                                              | Freiherr-vom-Stein-Straße                                  | Freiherr-vom-Stein-Straße                   |
| Dienststation / Betriebs- oder Güterbahnhof | 1,1                                                              | Nordhausen Übergabebahnhof                                 | Nordhausen Übergabebahnhof                  |
| Bahnübergang | 1,5                                                              | Hesseröder Straße                                          | Hesseröder Straße                           |
| Haltepunkt / Haltestelle | 1,5                                                              | Nordhausen Hesseröder Straße                               | Nordhausen Hesseröder Straße                |
| Haltepunkt / Haltestelle | 2,2                                                              | Nordhausen Altentor                                        | 189 m                                       |
| Haltepunkt / Haltestelle | 3,0                                                              | Nordhausen Ricarda-Huch-Straße                             | Nordhausen Ricarda-Huch-Straße              |
| Haltepunkt / Haltestelle | 3,8                                                              | Nordhausen Schurzfell                                      | Nordhausen Schurzfell                       |
| Bahnhof | 4,5                                                              | Nordhausen-Krimderode                                      | 198 m                                       |
| Brücke über Wasserlauf |                                                                  | Zorge                                                      | Zorge                                       |
| Bahnübergang |                                                                  | B 4                                                        | B 4                                         |
| Haltepunkt / Haltestelle | 6,0                                                              | Niedersachswerfen Herkulesmarkt                            | Niedersachswerfen Herkulesmarkt             |
| Abzweig geradeaus und ehemals von rechts |                                                                  | von Harzungen Lager                                        | von Harzungen Lager                         |
| Bahnhof | 7,0                                                              | Niedersachswerfen Ost                                      | 213 m                                       |
| Haltepunkt / Haltestelle | 8,0                                                              | Niedersachswerfen Ilfelder Straße                          | Niedersachswerfen Ilfelder Straße           |
| Haltepunkt / Haltestelle | 9,9                                                              | Ilfeld Schreiberwiese                                      | Ilfeld Schreiberwiese                       |
| Bahnhof | 10,7                                                             | Ilfeld früher Ilfeld-Wiegersdorf                           | 254 m                                       |
| Haltepunkt / Haltestelle | 11,5                                                             | Ilfeld Neanderklinik (Bft; Endpunkt Linie 10)              | 267 m                                       |
| Bahnübergang |                                                                  | B 4                                                        | B 4                                         |
| Abzweig geradeaus und ehemals nach rechts | 11,7                                                             | Anschluss Papierfabrik                                     | Anschluss Papierfabrik                      |
| Haltepunkt / Haltestelle | 12,6                                                             | Ilfeld Bad                                                 | 287 m                                       |
| Brücke über Wasserlauf |                                                                  | Bere, Ilfelder Viadukt                                     | Bere, Ilfelder Viadukt                      |
| Bahnübergang |                                                                  | B 4                                                        | B 4                                         |
| Haltepunkt / Haltestelle | 14,0                                                             | Netzkater                                                  | 309 m                                       |
| Brücke über Wasserlauf |                                                                  | Brandesbach                                                | Brandesbach                                 |
| Brücke über Wasserlauf |                                                                  | Kleiner Merkelsbach                                        | Kleiner Merkelsbach                         |
| Brücke über Wasserlauf |                                                                  | Großer Merkelsbach                                         | Großer Merkelsbach                          |
| Bahnhof | 17,3                                                             | Eisfelder Talmühle                                         | 352 m                                       |
| Abzweig geradeaus und nach rechts |                                                                  | nach Stiege                                                | nach Stiege                                 |
| Bahnübergang |                                                                  | B 81                                                       | B 81                                        |
| Brücke über Wasserlauf |                                                                  | Bere                                                       | Bere                                        |
| Haltepunkt / Haltestelle | 19,5                                                             | Tiefenbachmühle                                            | 411 m                                       |
| Haltepunkt / Haltestelle | 21,5                                                             | Sophienhof                                                 | 445 m                                       |
| Grenze |                                                                  | Landesgrenze Thüringen / Sachsen-Anhalt                    | Landesgrenze Thüringen / Sachsen-Anhalt     |
| Blockstelle | 25,1                                                             | Zlst Kälberbruch (ehem. Holzverladung)                     | Zlst Kälberbruch (ehem. Holzverladung)      |
| Brücke über Wasserlauf |                                                                  | Dammbach                                                   | Dammbach                                    |
| Brücke über Wasserlauf |                                                                  | Rappbode                                                   | Rappbode                                    |
| Abzweig geradeaus und ehemals nach rechts | 28,6                                                             | Anschluss Kompressorenwerk                                 | Anschluss Kompressorenwerk                  |
| Bahnhof | 29,8                                                             | Benneckenstein                                             | 530 m                                       |
| Haltepunkt / Haltestelle | 33,4                                                             | Sorge (seit 1974)                                          | 490 m                                       |
| Brücke über Wasserlauf | 33,9                                                             | Warme Bode                                                 | Warme Bode                                  |
| Bahnübergang |                                                                  | B 242                                                      | B 242                                       |
| ehemaliger Bahnhof | 34,2                                                             | Sorge (unterer Bf / NWE) bis 1974                          | 486 m                                       |
| Abzweig geradeaus und ehemals nach links |                                                                  | nach Braunlage                                             | nach Braunlage                              |
| Kreuzung geradeaus unten (Querstrecke außer Betrieb) |                                                                  | Südharz-Eisenbahn                                          | Südharz-Eisenbahn                           |
| Blockstelle | 37,4                                                             | Zlst Allerbach (ehem. Holzverladung)                       | Zlst Allerbach (ehem. Holzverladung)        |
| Brücke über Wasserlauf |                                                                  | Kleiner Allerbach                                          | Kleiner Allerbach                           |
| Kulminations-/Scheitelpunkt | 38,2                                                             | Scheitelpunkt                                              | 556 m                                       |
| Brücke über Wasserlauf |                                                                  | Ochsenbach                                                 | Ochsenbach                                  |
| Brücke | 40,5                                                             | B 27                                                       | B 27                                        |
| Brücke über Wasserlauf | 41,1                                                             | Kalte Bode                                                 | Kalte Bode                                  |
| Bahnhof | 41,6                                                             | Elend                                                      | 509 m                                       |
| Brücke über Wasserlauf |                                                                  | Wormke                                                     | Wormke                                      |
| Brücke über Wasserlauf |                                                                  | Dammastbach                                                | Dammastbach                                 |
| Brücke über Wasserlauf |                                                                  | Steinbach                                                  | Steinbach                                   |
| Abzweig geradeaus und von links |                                                                  | von Schierke                                               | von Schierke                                |
| |                                                                  |                                                            |                                             |
| Bahnhof | 46,4                                                             | Drei Annen Hohne ehem. Übergang zur Rübelandbahn           | 543 m                                       |
| |                                                                  |                                                            |                                             |
| Brücke über Wasserlauf |                                                                  | Zillierbach                                                | Zillierbach                                 |
| Brücke über Wasserlauf |                                                                  | Drängetalwasser                                            | Drängetalwasser                             |
| Dienststation / Betriebs- oder Güterbahnhof | 50,4                                                             | Drängetal                                                  | Drängetal                                   |
| Abzweig geradeaus und ehemals nach links | 50,5                                                             | Rückdrückgleis abgebaut                                    | Rückdrückgleis abgebaut                     |
| Tunnel | 51,6                                                             | Thumkuhlenkopftunnel (58 m)                                | Thumkuhlenkopftunnel (58 m)                 |
| Brücke über Wasserlauf |                                                                  | Braunes Wasser                                             | Braunes Wasser                              |
| Abzweig geradeaus und ehemals von links | 52,7                                                             | Schotterwerk Thumkuhlental                                 | Schotterwerk Thumkuhlental                  |
| Bahnhof | 54,6                                                             | Steinerne Renne                                            | 311 m                                       |
| Abzweig geradeaus und ehemals von rechts | 54,9                                                             | Anschluss Marmorwerke                                      | Anschluss Marmorwerke                       |
| Brücke über Wasserlauf |                                                                  | Holtemme                                                   | Holtemme                                    |
| Brücke über Wasserlauf |                                                                  | Holtemme                                                   | Holtemme                                    |
| Brücke über Wasserlauf |                                                                  | Holtemme                                                   | Holtemme                                    |
| Brücke über Wasserlauf |                                                                  | Holtemme                                                   | Holtemme                                    |
| Bahnhof | 56,2                                                             | Wernigerode-Hasserode                                      | 280 m                                       |
| Brücke über Wasserlauf |                                                                  | Braunes Wasser                                             | Braunes Wasser                              |
| Abzweig geradeaus und ehemals von links | 55,7                                                             | Anschluss Steinrampe                                       | Anschluss Steinrampe                        |
| ehemaliger Haltepunkt / Haltestelle | 57,1                                                             | Hasserode II – Frankenfeldstraße (bis 1922)                | Hasserode II – Frankenfeldstraße (bis 1922) |
| Abzweig geradeaus und ehemals von links | 57,5                                                             | Anschluss Papierfabrik                                     | Anschluss Papierfabrik                      |
| |                                                                  |                                                            |                                             |
| Haltepunkt / Haltestelle | 58,0                                                             | Wernigerode Hochschule Harz früher Wernigerode Kirchstraße | 256 m                                       |
| |                                                                  |                                                            |                                             |
| Abzweig geradeaus und ehemals nach rechts | 58,5                                                             | Anschluss Papierfabrik Marschhausen                        | Anschluss Papierfabrik Marschhausen         |
| ehemaliger Haltepunkt / Haltestelle | 59,0                                                             | Westerntor (bis 1936)                                      | Westerntor (bis 1936)                       |
| Bahnübergang | 59,3                                                             | Westerntorkreuzung B 244                                   | Westerntorkreuzung B 244                    |
| Brücke über Wasserlauf |                                                                  | Zillierbach                                                | Zillierbach                                 |
| Bahnhof | 59,5                                                             | Wernigerode Westerntor                                     | 238 m                                       |
| Verschwenkung von links |                                                                  |                                                            |                                             |
| Abzweig geradeaus und von links · Betriebs-/Güterbahnhof Streckenende und quer |                                                                  | Wernigerode Übergabebahnhof                                | Wernigerode Übergabebahnhof                 |
| Kopfbahnhof Streckenende | 60,5                                                             | Wernigerode Übergang zur DB AG                             | 234 m                                       |

Die Harzquerbahn (im Volksmund auch Quirl genannt) verbindet als Schmalspurbahn in Meterspur die Städte Nordhausen in Thüringen und Wernigerode in Sachsen-Anhalt. Die eingleisige, nicht elektrifizierte Strecke durchquert den Harz in Nord-Süd-Richtung. Betreiber sind die Harzer Schmalspurbahnen (HSB).

## Streckenverlauf

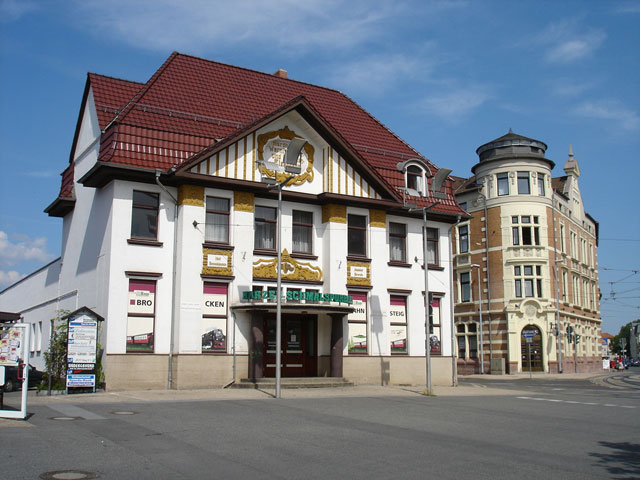
Bahnhof Nordhausen Nord, Anfangspunkt der Strecke

### Nordhausen – Eisfelder Talmühle
Das traditionelle Südende der Harzquerbahn ist der Kopfbahnhof Nordhausen Nord. Er liegt nordwestlich und parallel zum normalspurigen Bahnhof Nordhausen der Deutschen Bahn. Mehr als die Hälfte der Zugfahrten zwischen Nordhausen und Ilfeld wird allerdings mit Zweikrafttriebwagen der Nordhauser Straßenbahn durchgeführt, die auf einem Verbindungsgleis nördlich neben dem Bahnhof zur Straßenbahnhaltestelle auf dem Bahnhofsplatz und weiter in die Stadt fahren. Westlich des Straßenbahnanschlusses biegt die Strecke nach Norden ab, verläuft rund 7 Kilometer durch Nordhausen im Tal der Zorge und weiter durch Niedersachswerfen bis zum Bahnhof Niedersachswerfen Ost nahezu parallel zur normalspurigen Südharzstrecke nach Northeim. Ab hier folgt die Strecke dem Beretal flussaufwärts. Hinter dem Ort Ilfeld (km 10,7) beginnt der Harz und das Tal verengt sich merklich inmitten des dicht bewaldeten Harzes. Nach dem Haltepunkt Netzkater (km 14,0) folgt der heute nicht mehr besetzte Bahnhof Eisfelder Talmühle (km 17,3, ein ehemaliger Gemeinschaftsbahnhof der Nordhausen-Wernigeroder Eisenbahn und der Gernrode-Harzgeroder Eisenbahn). Hinter dem Bahnhof Eisfelder Talmühle fädelt die Selketalbahn Richtung Stiege in einem Rechtsbogen weiter im Beretal aus. Im Bahnhof Eisfelder Talmühle ist im Sommer regelmäßig die einzige Doppelausfahrt von zwei Zügen mit Dampflokomotiven im Harz zu erleben (in Richtung Stiege und Brocken).

### Eisfelder Talmühle – Drei Annen Hohne

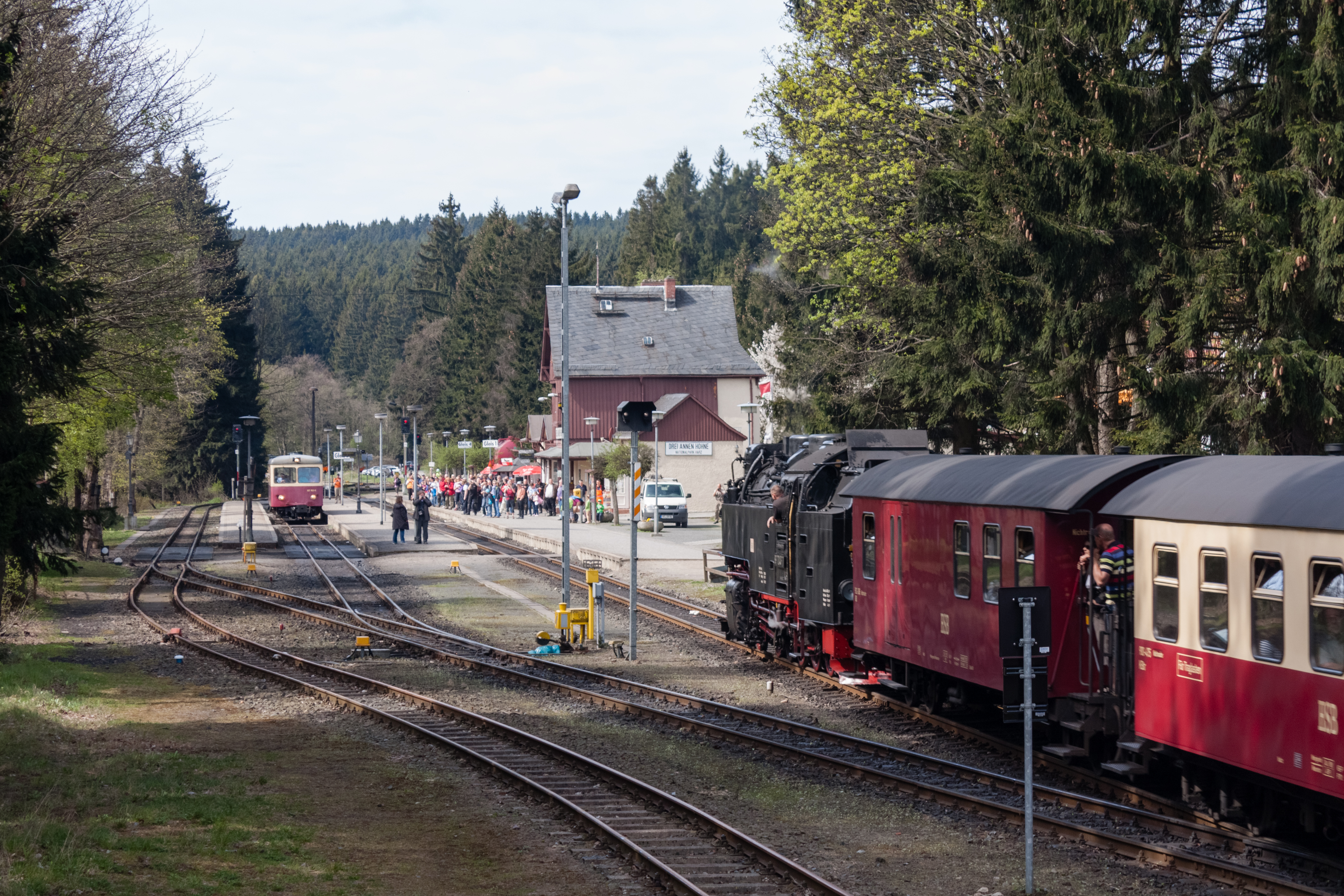
Bahnhof Drei-Annen-Hohne, Abzweig der Brockenbahn

Bis zum Haltepunkt Tiefenbachmühle (km 19,5) folgt die Harzquerbahn noch der Bundesstraße 81, ab nun im Tiefenbachgraben, anschließend biegt sie in westliche Richtung ab, um den Bedarfshaltepunkt Sophienhof (km 21,0) – den letzten Halt in Thüringen – zu erreichen. Durch Fichtenwald führt die Strecke am Oberlauf des Dammbachs über die Landesgrenze nach Sachsen-Anhalt. Die durch Bergwiesen geprägte Benneckensteiner Hochebene wird erreicht. Am Bahnhof Benneckenstein (km 29,8) hat die Bahn mit 530 m ü. NN ihren bisher höchsten Punkt über dem hier beginnenden Tal der Rappbode erreicht. Danach geht es abwärts zum Tal der Warmen Bode, wo sich der Haltepunkt Sorge (km 33,4; 449 m ü. NN) befindet. Westlich gleich hinter der Ortschaft Sorge wird der einstige, direkt am späteren Verlauf des inneren Grenzzauns gelegene Standort des Bahnhofs Sorge erreicht. Bis 1945 war hier der Umstieg auf die Südharz-Eisenbahn) nach Braunlage möglich. Danach wendet sich die Linie bei Voigtsfelde in einem engen Gleisbogen nordwärts hinauf auf den hier das Bodetal begleitenden östlichen Höhenzug. Die Strecke erreicht hier ihren Scheitelpunkt auf 557 m NN. Zwischen Sorge und Elend verlief die Bahn durch den Sperrgürtel der DDR-Grenze. Ein Aussteigen war an beiden Stationen nur mit einem Passierschein erlaubt. Die Transportpolizei begleitete die Züge. Nach dem Bahnhof Elend (km 41,6) am Oberlauf der Kalten Bode steigt die Trasse, das Bodetal verlassend, auch mittels einer Kehre im Graben der Wormke bergan und erreicht die Einmündung der Brockenbahn in den Bahnhof Drei Annen Hohne (km 46,4).

### Drei Annen Hohne – Wernigerode
Hinter Drei Annen Hohne geht es, Oberläufe des Zillierbachs querend, steil bergab in den Graben des Drängetalbachs, genauer an dessen Westflanke, und die Bahn erreicht den 58 Meter langen Tunnel unter dem Thumkuhlenkopf. Er ist der einzige Tunnel im Netz der Harzer Schmalspurbahnen. Hinter dem Tunnelausgang wird in der Ferne bald das Wernigeröder Schloss erkennbar. Der Thumkuhlengraben, in welchem das Braune Wasser herabkommt, wird mittels westwärts gerichteter Kehre ausgefahren und dann der Richtung Hasserode reichende Bergsporn in das Holthemmetal hinein umfahren.

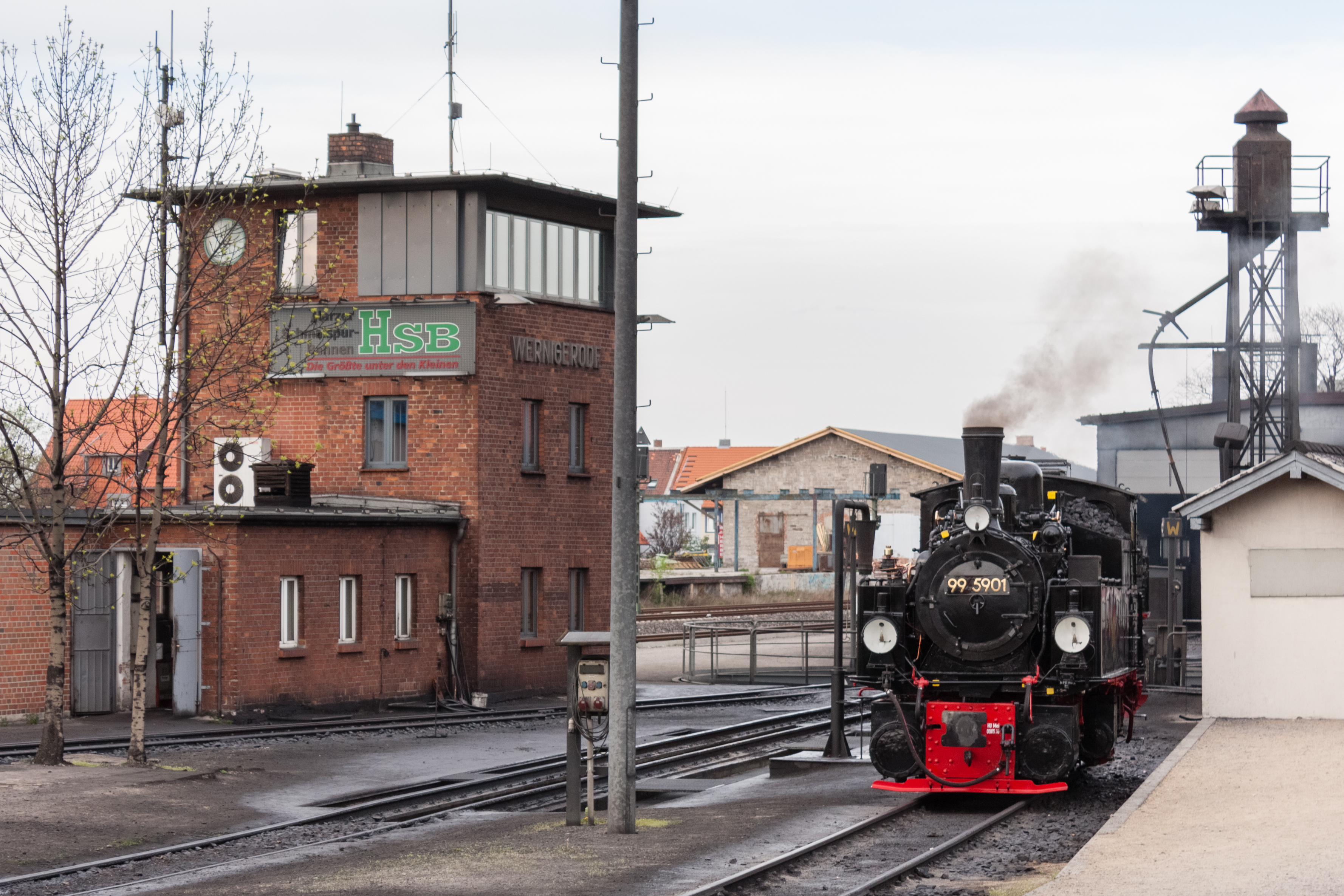
Lokeinsatzstelle Wernigerode

Am Westkopf des Bahnhofs Steinerne Renne (km 54,5) im Holthemmegraben durchläuft die Strecke den mit einem Radius von 60 m engsten Gleisbogen im Netz der HSB, wieder als Schleife angelegt, bis sie den Bahnhof Wernigerode-Hasserode (km 56,3) erreicht. Nächste Stationen sind der Haltepunkt Hochschule Harz (früher: Wernigerode-Kirchstraße) und der Bahnhof Westerntor (dort liegt das Bahnbetriebswerk Wernigerode-Westerntor) in Wernigerode.
Nordende ist schließlich der Bahnhof Wernigerode (km 60,5), dessen Empfangsgebäude im rechten Winkel zum Bahnhof Wernigerode an der DB-Strecke Heudeber-Danstedt–Bad Harzburg liegt.

## Geschichte

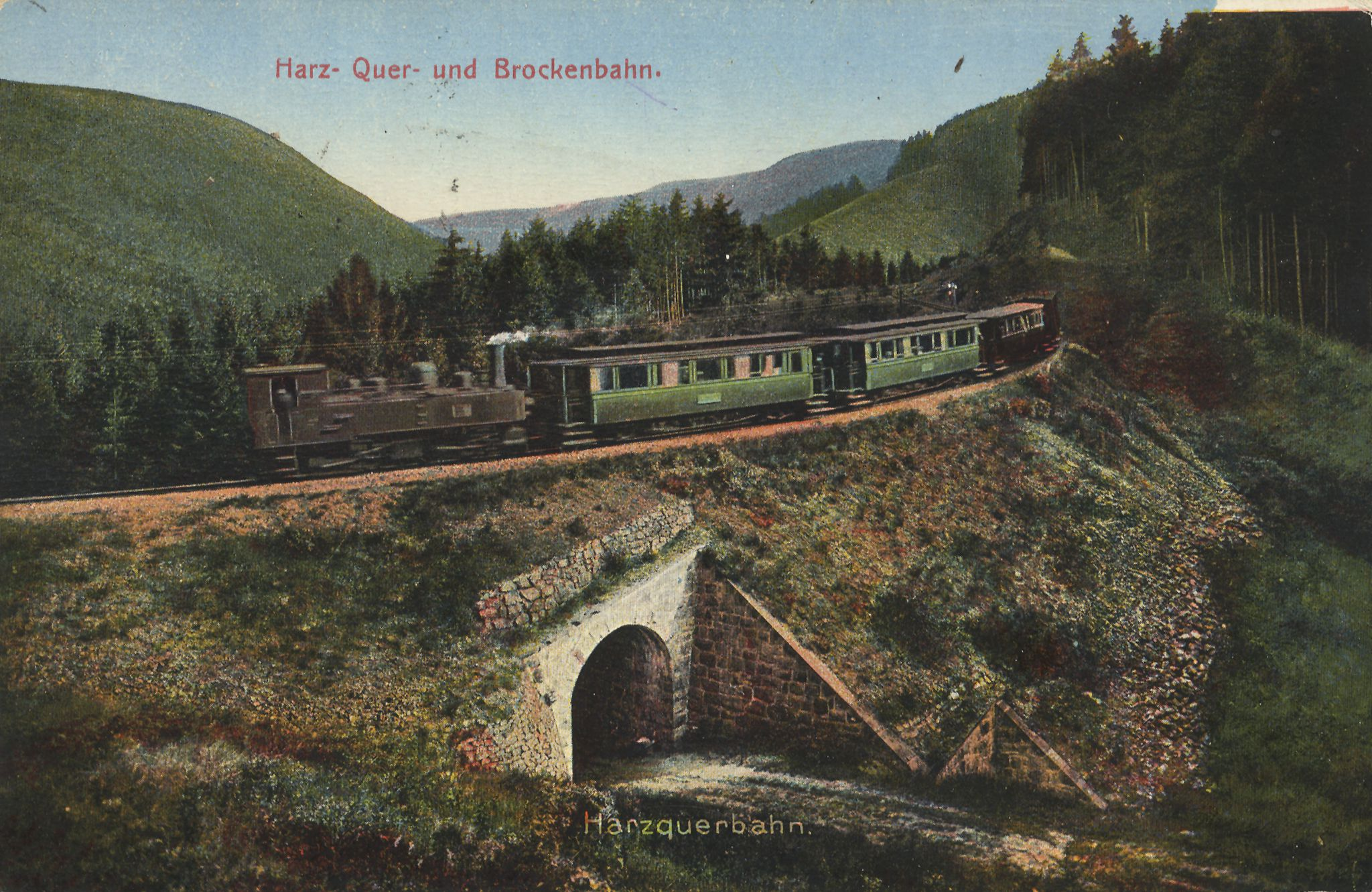
Ein Zug mit Malletlok auf der Harzquerbahn (um 1900)

Als erster Abschnitt der Harzquerbahn ging am 12. Juli 1897 die Strecke Nordhausen–Ilfeld in Betrieb, am 7. Februar 1898 folgte die Fortsetzung bis Netzkater und am 15. September desselben Jahres bis Benneckenstein. Von Norden her wurde am 20. Juni 1898 das Teilstück von Wernigerode nach Drei Annen Hohne fertiggestellt. Das fehlende Stück zwischen Drei Annen Hohne und Benneckenstein konnte schließlich am 27. März 1899 zusammen mit der Strecke zum Brocken dem Betrieb übergeben werden. Betreibergesellschaft war ursprünglich die Nordhausen-Wernigeroder Eisenbahn-Gesellschaft (NWE). Nach der Verstaatlichung führte ab dem 1. April 1949 die Deutsche Reichsbahn den Betrieb bis 1993 durch.
Ab 1899 kreuzte die Harzquerbahn in Sorge die ebenfalls meterspurige Strecke Walkenried–Brunnenbachsmühle–Sorge–Tanne der Südharz-Eisenbahn (SHE). Ein Verbindungsgleis, zunächst nur für den Personenverkehr, wurde erst 1913 angelegt. 1945 wurde der Betrieb zwischen Sorge und Brunnenbachsmühle eingestellt, da dieser Abschnitt die innerdeutsche Grenze querte. Der Abschnitt von Sorge nach Tanne wurde bis 1958 noch weiter betrieben. Auf der Grenzbrücke lagen die Gleise noch bis nach dem Mauerfall 1989.

Am 6. Juli 1927 stürzte ein Zug, nachdem die Wassermassen eines heftigen Gewitters dort den Bahndamm unterspült hatten, im Thumkuhlental zwölf Meter in die Tiefe. Dabei kamen sechs Menschen ums Leben, darunter Lokführer und Heizer. Der Unfall war der folgenschwerste in der Geschichte der Harzer Schmalspurbahnen. 
Keine tödliche Folgen hatte dagegen ein Unfall am 21. August 1994, bei dem zwischen den Bahnhöfen Steinerne Renne und Drängetal zwei Züge zusammenstießen, wobei 31 Menschen zum Teil schwer verletzt wurden. Lokomotivführer und Zugführer des talwärts fahrenden Zugs hatten einen Kreuzungshalt im Betriebsbahnhof Drängetal übersehen. In der Folge rüstete die HSB die Strecke mit Lichtsignalen aus.
Am 1. Mai 2004 wurde vom Bahnhof Nordhausen Nord ein schon lange geplantes Verbindungsgleis zur Straßenbahn Nordhausen in Betrieb genommen, mit dessen Bau 2002 begonnen worden war. Daher verkehren seit dem 1. Mai 2004 zwischen der Straßenbahnhaltestelle Nordhausen Krankenhaus und dem HSB-Haltepunkt Ilfeld-Neanderklinik Straßenbahntriebwagen der Linie 10 des Typs Siemens Combino Duo mit Zweikraftantrieb. Im Bereich der Harzquerbahn erfolgt der Antrieb dieselelektrisch.
Bis auf die lokbespannten Züge ab Nordhausen und wenige HSB-Dieseltriebwagen verkehren seitdem alle Züge als Dieseltriebwagen ab der Straßenbahnhaltestelle Nordhausen Bahnhofsplatz.
Da die Combino Duo 2030 das Ende ihrer technischen Einsatzzeit erreichen werden, gaben die Verkehrsbetriebe Nordhausen eine Studie zur Ermittlung der wirtschaftlichsten Nachfolgelösung in Auftrag, deren Ergebnisse im Juni 2024 veröffentlicht wurden. Die Empfehlung der Gutachter ist eine Elektrifizierung des Streckenabschnitts zwischen Nordhausen und Ilfeld Neanderklinik.
Außerdem soll von der Endstelle Parkallee der Straßenbahnlinie 2 eine Neubaustrecke zur Harzquerbahn gebaut werden. Eine neue Linie 20 soll bis zum Haltepunkt Niedersachswerfen Ilfelder Straße, der zum Kreuzungsbahnhof ausgebaut werden soll, verkehren und den Busparallelverkehr ersetzen. Es werden zwei verschiedene Varianten untersucht, die an unterschiedlichen Stellen die Zorge überqueren und von denen eine auch den Albert-Kuntz-Sportpark erschließt.

## Zugbetrieb

### Personenverkehr

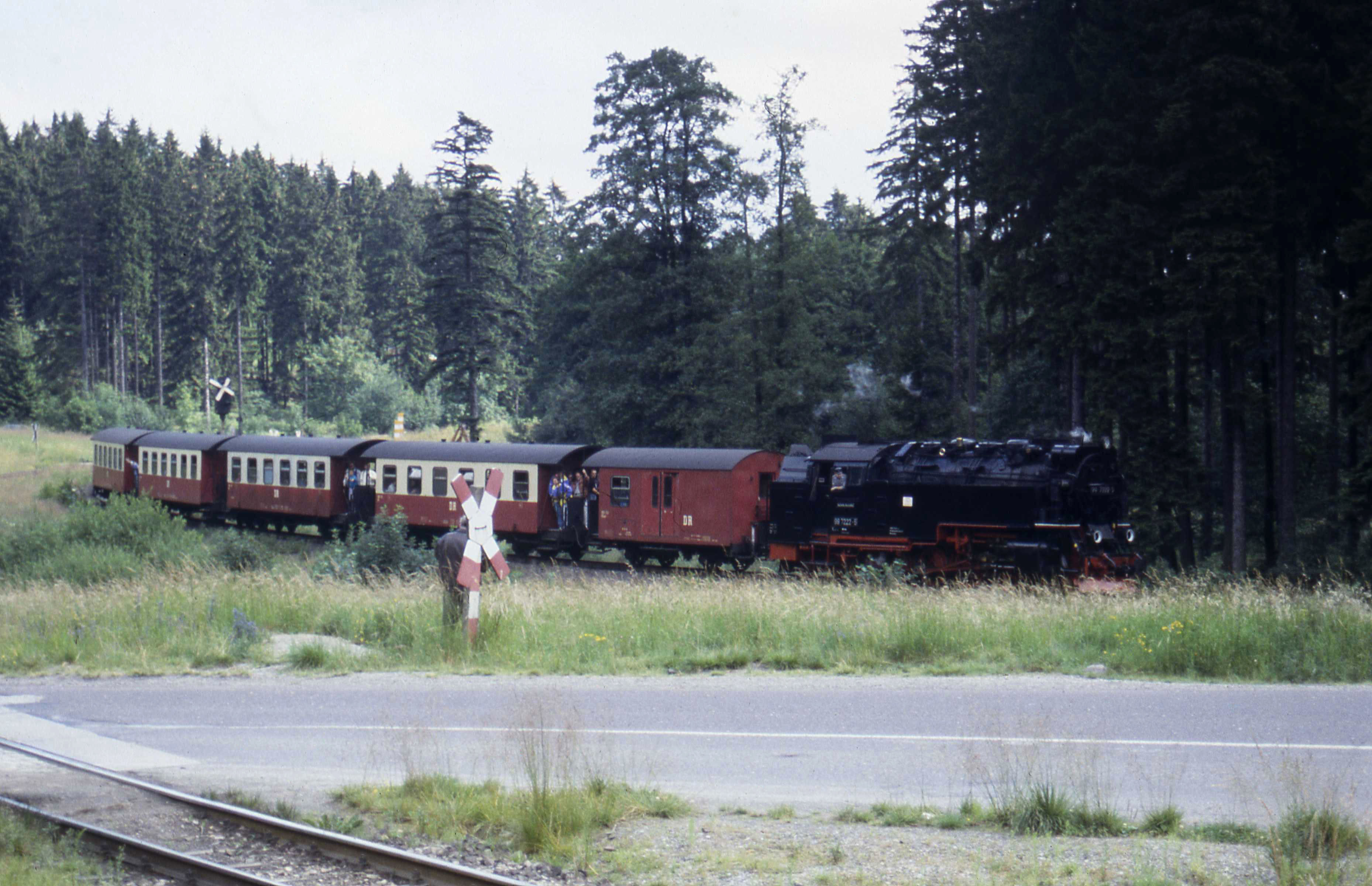
Personenzugverkehr in der Nachwendezeit (1991)

Auf dem Abschnitt Nordhausen–Ilfeld wurde der Zugbetrieb nach der Wende stark verdichtet. Seit 2004 fahren neben den HSB-Zügen stündlich (an Wochenenden und Feiertagen zweistündlich) Straßenbahnzüge von Ilfeld Neanderklinik über das Straßenbahnnetz von Nordhausen zum Krankenhaus (Linie 10). Zusätzliche Dieseltriebwagen der HSB verkehren bis Eisfelder Talmühle und weiter auf die Selketalbahn. Bis auf ein verbliebenes Dampfzugpaar zum Brocken werden alle Regelzugleistungen zwischen Nordhausen und Eisfelder Talmühle heute von Diesel- und Straßenbahntriebwagen erbracht.
Zwischen Eisfelder Talmühle und Drei Annen Hohne wurde der tägliche Personenverkehr nach 1997 auf vier Zugpaare reduziert. Zwei Zugpaare werden dabei mit Dampflokomotiven (Direktzug zum Brocken) bespannt, die anderen beiden (Früh- und Spätzug) mit einem Dieseltriebwagen gefahren.
Der Abschnitt zwischen Drei Annen Hohne und Wernigerode weist, wenn die Combino-Fahrten zwischen Ilfeld und Nordhausen nicht mitgezählt werden, die höchste Streckenauslastung im Netz der HSB auf. Grund sind die touristisch bedeutsamen Dampfzüge der Relation Wernigerode–Drei Annen Hohne–Brocken.
In den Jahren 2009/2010 wurde ein Neubau einer Stichstrecke von Elend nach Braunlage diskutiert (siehe Südharzeisenbahn). Das Vorhaben wurde am 29. April 2010 wegen der hohen (Betriebs-)Kosten aufgegeben, seit 2016 aber erneut diskutiert mit Beauftragung einer neuen Machbarkeitsstudie 2024.
Der Verkehrsvertrag mit dem Land Thüringen wurde am 24. November 2014 verlängert, so dass der Personenverkehr mit Zügen der HSB und der Straßenbahn Nordhausen bestehen bleibt.

### Güterverkehr
Zwischen Nordhausen und Unterberg findet der einzig verbliebene Güterverkehr der Harzer Schmalspurbahnen statt: Vom Hartsteinwerk Unterberg (Selketalbahn) werden regelmäßig normalspurige Schotterwagen auf Rollböcken zum Übergabebahnhof in Nordhausen transportiert. Dafür stehen zwei umgebaute Diesellokomotiven der Baureihe 199.8 zur Verfügung, welche Zug- und Stoßvorrichtungen für normalspurige Güterwagen auf entsprechender Höhe besitzen.

### Betriebseinrichtungen
In Wernigerode und Nordhausen Nord befinden sich die Lokeinsatzstellen der Harzquerbahn (Wernigerode auch Brockenbahn, Nordhausen Nord auch für Züge der Selketalbahn). Von dort erfolgt der tägliche Einsatz der Fahrzeuge mitsamt den nötigen Nebenarbeiten.
Größere Instandhaltungsmaßnahmen werden im zentralen Bahnbetriebswerk der HSB in Wernigerode-Westerntor durchgeführt. Dies umfasst die kompletten (Frist-)Untersuchungen und andere Instandsetzungsarbeiten (außer Hauptuntersuchungen). Für Interessierte werden Führungen angeboten. Im Bahnhof Westerntor werden von jedem Planzug Kesselwasserproben genommen. Trotz einiger moderner Technik ist dieses Betriebswerk nach wie vor eine typische Dampflokwerkstätte. Seit Oktober 2019 baut die HSB in unmittelbarer Nähe eine neue, größere Werkstatt, um künftig auch die Hauptuntersuchungen selbst durchführen zu können.
Zum witterungsgeschützen Abstellen der Wagengarnituren wurde auf dem ehemaligen Übergabebahnhof Wernigerode eine große Wagenhalle mitsamt Waschanlage errichtet.

## Fahrzeuge
Eine Liste der Triebfahrzeuge befindet sich im Artikel „Harzer Schmalspurbahnen“.

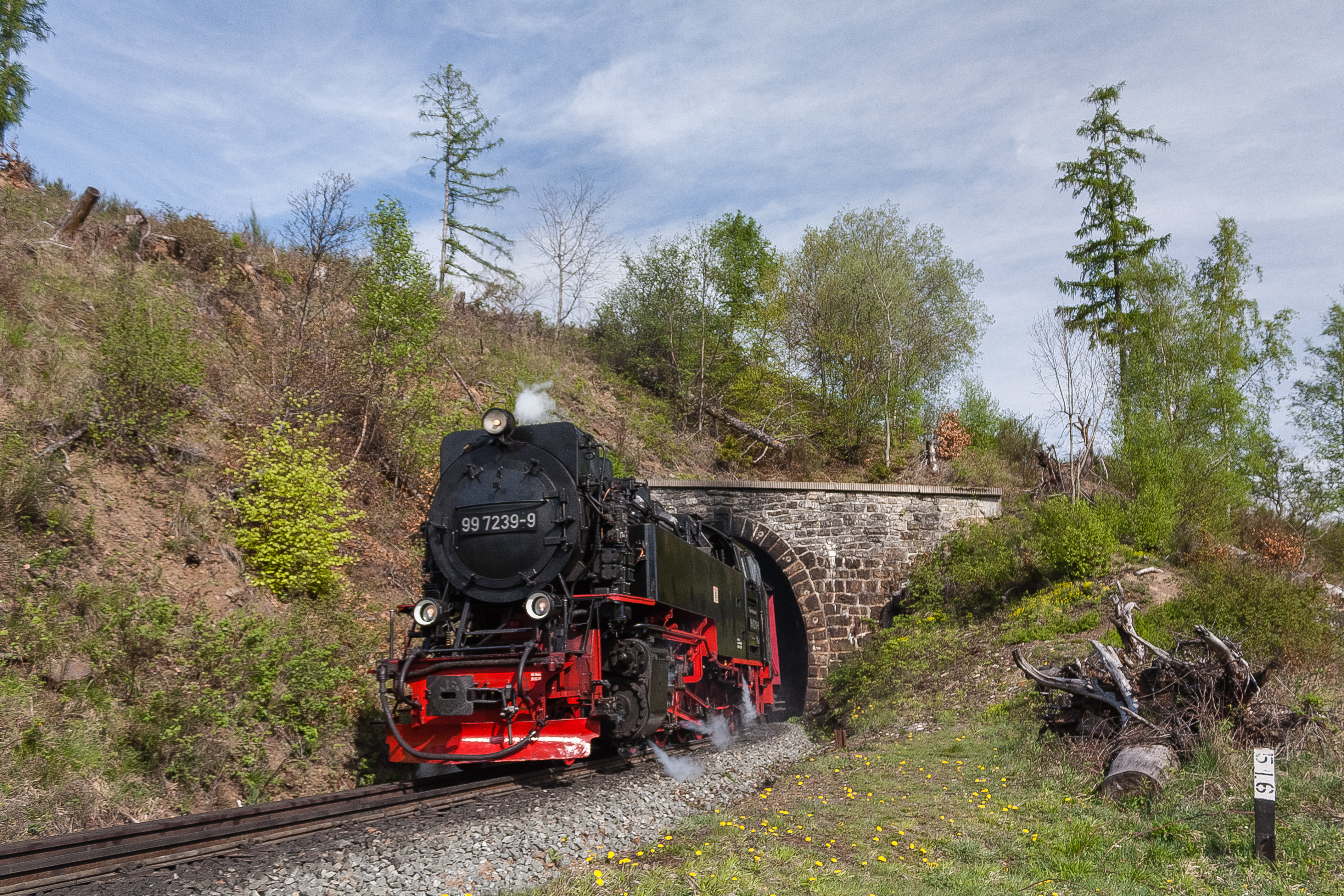
Neubaudampflokomotive am Tunnel Thumkuhlental
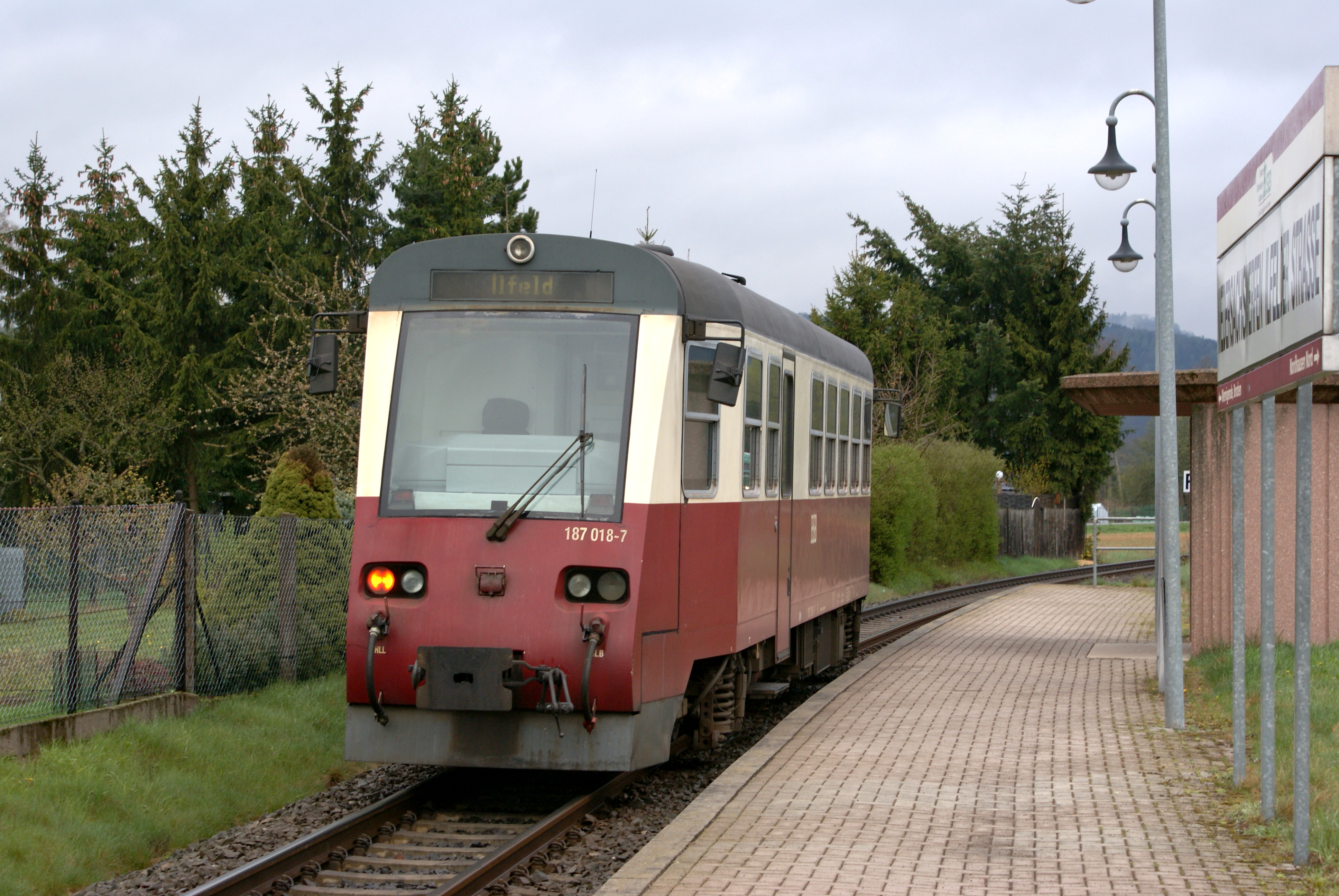
Neubautriebwagen in Niedersachswerfen
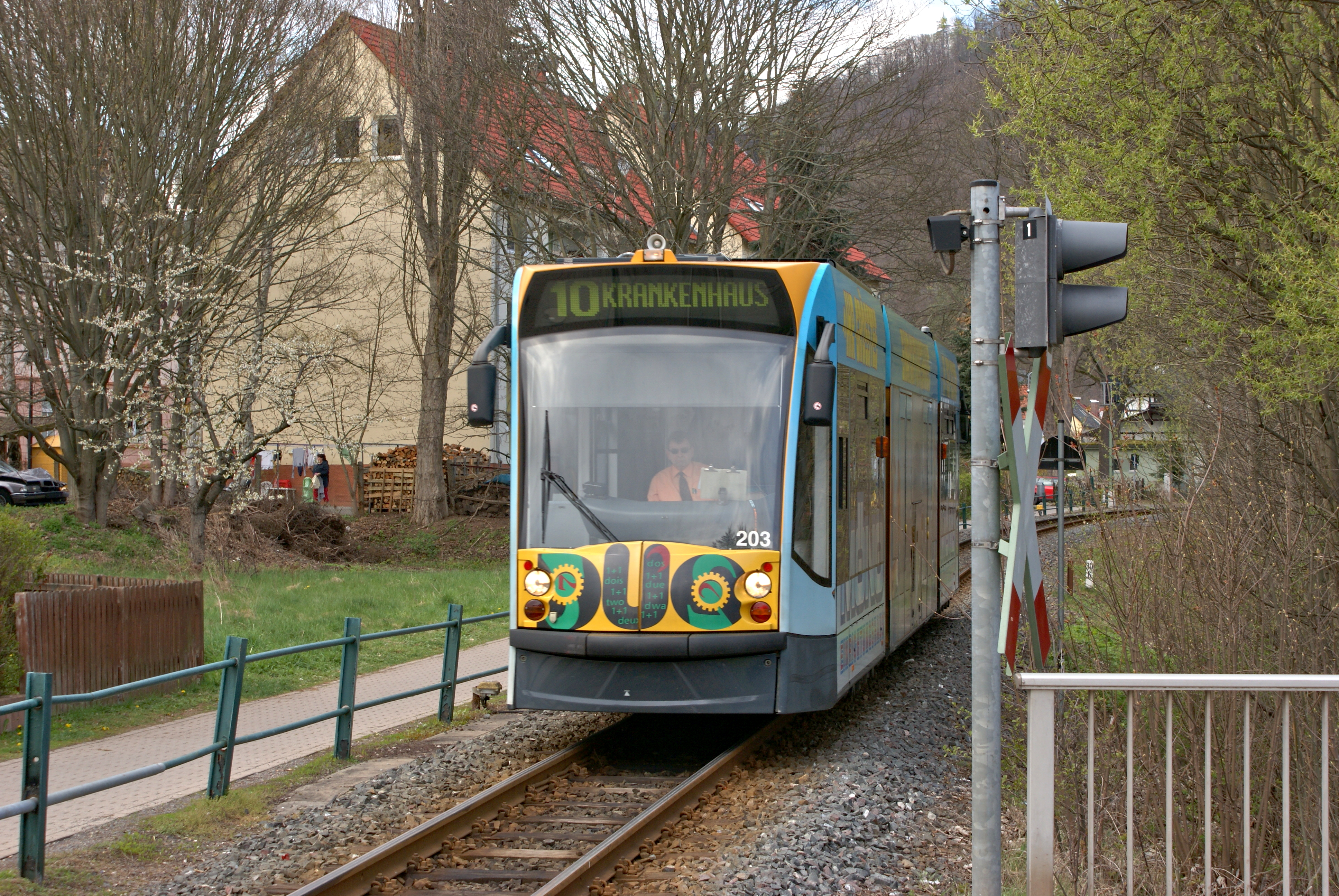
Combino-Zweikrafttriebwagen bei der Ausfahrt aus Ilfeld
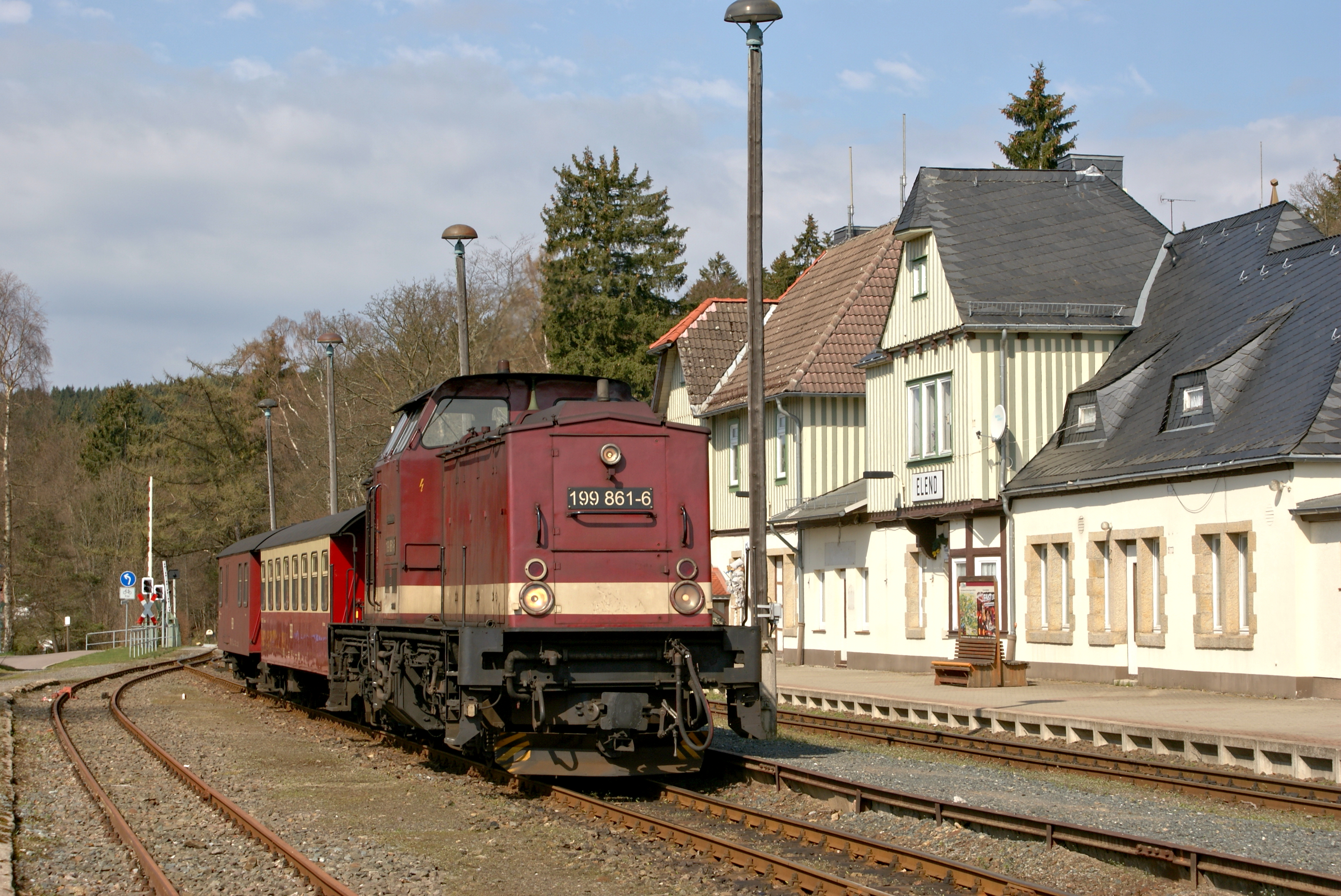
Diesellokomotive als Triebwagenersatz in Elend

## Film
- SWR: Eisenbahn-Romantik – Die Harzquerbahn (Folge 327)